# Panská kyselka

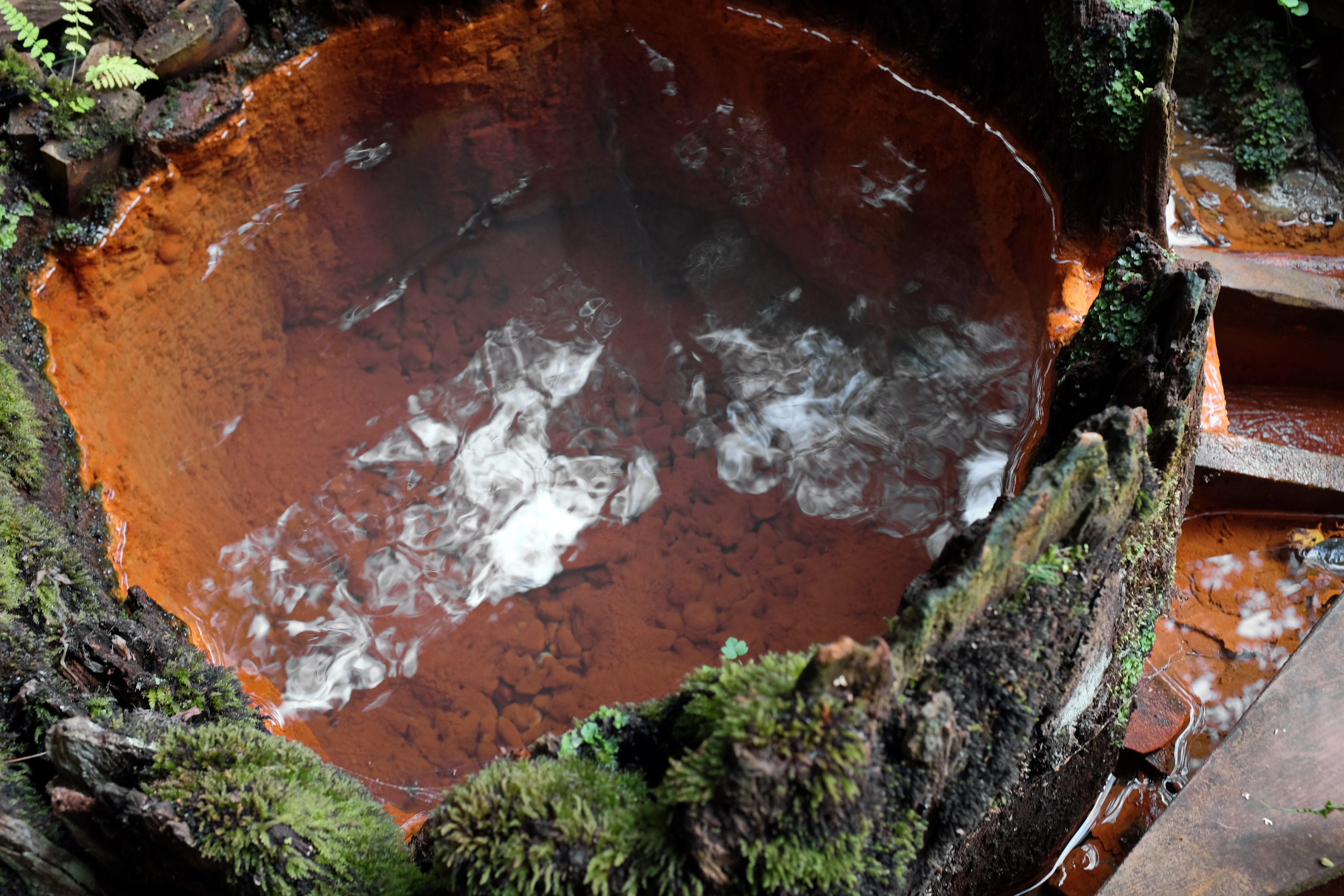
Odběrné místo v září 2019

Panská kyselka (dříve Štolní kyselka) je volně přístupný minerální pramen u obce Drmoul v okrese Cheb v Karlovarském kraji.

## Přírodní poměry
Minerálka vyvěrá na severním úpatí Panského vrchu (658 m) v Českém lese, při hranici s Podčeskoleskou pahorkatinou. Vlastní vývěr zastřešeného pramene se nachází v těsné blízkosti levého břehu Panského potoka. Pramen vyvěrá v písčito-jílových nivních sedimentech, jejichž skalní podloží tvoří kontaktně metamorfované svory krystalinika.

## Historie
Minerální pramen patřil v minulosti k nejznámějším pramenům v okolí Drmoulu. Ve starých německých textech a mapách býval označován jako Kyselka u Malé Hleďsebe nebo Židovská kyselka podle blízkého židovského hřbitova. V roce 1920 koupil od místního sedláka mariánskolázeňský podnikatel Hans Haubner pozemek s pramenem za účelem obchodní spekulace. Rovněž koupil pozemek s Jedlovskou kyselkou u Staré Vody. Neměl však zájem minerálky stáčet, ale se ziskem je prodat městu Mariánské Lázně. Opravil jímání obou pramenů a stejně jako Jedlovskou kyselku tak i Panskou kyselku přejmenoval na Kristův pramen (Christusquellle). Nový název pramene se však neujal. Nakonec město Mariánské Lázně koupilo pouze Jedlovskou kyselku. V případě Panské kyselky z obchodu sešlo a spekulant prodal pozemek bez zisku dalšímu zájemci. Obyvatelstvu zůstal pramen veřejně přístupný.
V roce 2009 provedla základní organizace Českého svazu ochránců přírody Kladská úpravu minerálního pramene. Díky příspěvku Karlovarského kraje byl pramen překryt stříškou, upravena byla i přístupová pěšina k prameni a postaven dřevěný povalový chodníček. Místo bylo doplněno informační tabulí s historií pramene.

## Vlastnosti a složení
Pramen je jímán mohutným dutým kmenem o průměru 70 cm a hloubce 80 cm. Jímka je opatřená přepadovým korýtkem, kyselka v ní je čirá se silným probubláváním oxidu uhličitého. Teplota pramene mírně kolísá mezi 7,5 až 8,5 °C, celková mineralizace činí přibližně 180 mg/litr. Obsah oxidu uhličitého je poměrně vysoký, dosahuje 1 900 mg/litr, což dodává minerálce perlivost a příjemnou chuť. Minerální voda má mírně zvýšený obsah železa v hodnotě 26 mg/litr. Hodnota pH je 4,9. Na informační tabuli nedaleko kyselky se uvádí, že kvalita minerální vody není pravidelně sledována a její pití je na vlastní nebezpečí.

## Přístupnost
Minerální pramen je volně přístupný a je zakreslený v turistických mapách. Z cyklostezky č. 2069 a naučné stezky Panský vrch odbočuje k prameni lesní pěšina. Vzdálenost od odbočky k prameni činí asi 150 m, na pěšinu navazuje dřevěný povalový chodník.